# Nāḩiyat Abū Qalqal
Nāḩiyat Abū Qalqal (arabiska: ناحية أبو قلقل) är ett subdistrikt i Syrien.   Det ligger i provinsen Aleppo, i den norra delen av landet, 400 km nordost om huvudstaden Damaskus.
Omgivningarna runt Nāḩiyat Abū Qalqal är i huvudsak ett öppet busklandskap. Runt Nāḩiyat Abū Qalqal är det ganska tätbefolkat, med 86 invånare per kvadratkilometer.